# Guará (kommun)
Guará är en kommun i Brasilien.   Den ligger i delstaten São Paulo, i den sydöstra delen av landet, 500 km söder om huvudstaden Brasília. Antalet invånare är 19 864.
Följande samhällen finns i Guará:
- Guará

Trakten runt Guará består till största delen av jordbruksmark. Runt Guará är det glesbefolkat, med 10 invånare per kvadratkilometer.